# Roosky
Roosky (irl. Rúscaigh) – miasto w hrabstwie Roscommon przy granicy z hrabstwami Leitrim i Longford w Irlandii, położone nad rzeką Shannon.